# Vänern
A Vänern Svédország, egyben az Európai Unió legnagyobb tava, Európában pedig a harmadik legnagyobb (a Ladoga-tó és az Onyega-tó után). Felszíne 5648 km², térfogata 153 km³. 44 méterrel a tengerszint felett helyezkedik el. Átlagos mélysége 27 m, legmélyebb pontja 106 m. A tavon több szigetvilág is van, összesen 22 000 szigettel. A legnagyobb szigetei a Kållandsö, 61 km², Lidköping közelében, a Torsö, 60 km², Mariestad közelében, valamint Hammarö, 47 km², Karlstad közelében. Kisebb, de jelentős szigetei még a Brommö, a Djurö és a Lurö.
A Vänern-tavat a Kållandsö és Värmlandsnäs közötti szoros egy nyugati és egy keleti részre osztja. A tó nyugati részét Dalbosjönnek (Dalbo-tó) is nevezik.
A Vänern-tó a következő tartományok közt fekszik (az óramutató járásával megegyező irányban felsorolva): Dalsland, Värmland és Västergötland. A partján fekvő városok: Åmål, Säffle, Karlstad, Kristinehamn, Mariestad, Lidköping és Vänersborg.
A Vänern-tó a Göta-csatorna része, a Göta-folyó köti össze Göteborgnál az Északi-tengerrel nyugat felé, a Vättern-tóval pedig a Göta-csatorna köti össze Karlsborgnál.
A veszélyeztetett balin halfaj többek között az ide ömlő folyókon úszik fel tavasszal ívni.